# 虛設代碼
在程式設計中，虛設代碼（dummy code）是插入在程式骨幹中，用以假裝處理、並防止編譯時的錯誤訊息。它可能包含一個空的函式宣告，或者令函式返回正確的結果，僅僅是為了一個簡單的測試，以此觀察是否能從已知的代碼得到預期的反應。以虛設代碼建立的程式骨幹，類似於假碼，不過其允許語法分析、編譯並且測試代碼。虛設代碼促進由上而下的設計過程，系統的部分功能以完整的高階結構設計和編寫，然後再針對專案需求完成細節方面的擴充。
在物件導向程式設計中，虛設代碼相當於抽象方法。

## 參閱
- 假碼
- 方法片斷